# Бизюков, Илья Васильевич
Илья Васильевич Бизюков (19 июля 1913, Ярцево — 15 января 1961) — советский футболист, нападающий, тренер.
В 1931 году окончил организационно-методический факультет ГОЛИФК имени Лесгафта.
В ленинградском «Спартаке» в осеннем первенстве 1936 и в 1937 году играл в классе «Б», в чемпионате 1938 года провёл 13 (14) матчей, забил три гола. В составе ленинградского «Динамо» в 1939—1940 годах в чемпионате в 23 играх забил два гола. В прерванном чемпионате 1941 года в 11 играх забил четыре мяча, оформил хет-трик в ворота минского «Динамо» 22 мая.
Участник Великой Отечественной войны, лишился глаза. Награждён орденом Красной Звезды (1946), медалью «За победу над Германией в Великой Отечественной войне 1941—1945 гг.» (1945).
В 1945 году выступал за дубль «Динамо» Москва.
Старший тренер «Динамо» Краснодар (1952), «Динамо» Брянск (1960). Работал тренером в школе московского «Динамо».
Скончался в январе 1961.